# Tamale Stadion
A Tamale Stadion (angolul: Tamale Stadium, teljes nevén: Tamale Sports Stadium, vagy Tamale Modern Stadium) egy új építésű, különböző sportversenyek megrendezésére alkalmas sportlétesítmény Tamalében, Ghánában. A ghánai rendezésű 2008-as Afrikai Nemzetek Kupája alkalmából épült 21,017 néző befogadására alkalmas stadiont a ghánai Pénzügyminisztérium és Művelődési, Tudományos- és Sportminisztérium megbízásából építette a kínai óriásvállalat, a Shanghai Construction Group. A kivitelezés összköltsége 38,5 millió dollár volt, a munkálatokat 2006 januárjában kezdték és 2007 augusztusában fejezték be.
A stadiont a már a Nemzetközi Labdarúgó-szövetség előírásainak megfelelően tervezték. Füves felületű, saját megvilágítással rendelkező építmény. Mintegy 11 ezer műanyag ülőhellyel rendelkezik, a lelátó a benyúló, köríves tetőszerkezet miatt fedett.
A stadion 26,831 hektáros területen, Tamale délkeleti részén helyezkedik el, és a helyi labdarúgócsapat, a Real Tamale United otthona lesz.